# Franzburg
Franzburg é uma cidade da Alemanha localizada no distrito de Vorpommern-Rügen, estado de Mecklemburgo-Pomerânia Ocidental.
É membro e sede do Amt de Franzburg-Richtenberg.